# Российско-руандийские отношения
Российско-руандийские отношения — двусторонние дипломатические отношения между Россией и Руандой. Дипломатические отношения были установлены 17 октября 1963 года. В 1992 году Руанда признала Российскую Федерацию в качестве правопреемника Советского Союза. У России есть посольство в Кигали, а Руанда имеет посольство в Москве.

## Российско-руандийские отношения
10 октября 2013 года специальный представитель Президента Российской Федерации по Ближнему Востоку и странам Африки, заместитель Министра иностранных дел России Михаил Леонидович Богданов посетил с рабочей поездкой Республику Руанда. В Кигали он был принят Президентом Руанды П. Кагамой, провел беседу с Министром иностранных дел Л. Мушикивабо.
17 октября 2013 года Министр иностранных дел Российской Федерации С. В. Лавров и Министр иностранных дел и сотрудничества Республики Руанда Л. Мушикивабо обменялись поздравительными посланиями по случаю 50-летия установления дипломатических отношений между двумя государствами.
Внешнеторговый оборот между Россией и Руандой по итогам 2014 года, составил 53,1 млн. долларов США.
Чрезвычайный и полномочный посол Российской Федерации в Республике Руанда — Поляков Андрей Владимирович (с 2013 года).
Чрезвычайный и полномочный посол Республики Руанда в Российской Федерации — Франк Мушио Каманзи (с 2020 года).